# Torneig internacional de futbol sub-20 de l'Alcúdia
El Torneig Internacional de Futbol Sub-20 de l'Alcúdia, o Comité Organitzador del Torneig Internacional de Futbol Sub-20, abreujat com a COTIF, és un campionat amistós de futbol en el qual participen en categoria masculina tant clubs com a seleccions nacionals de jugadors menors de 20 anys i en categoria femenina clubs i seleccions sénior, que es disputa anualment a l'Alcúdia. Des de 1984 han passat uns 6.400 jugadors pel torneig.

## Història
La història es remunta a l'any 1983 quan el CE l'Alcúdia va ser convidat a un torneig internacional de futbol a la ciutat francesa de Bolena, en la qual participaven equips de diferents parts d'Europa. Aquest esdeveniment va fer que la delegació de l'Alcúdia quedara gratament sorpresa. Quan van tornar van començar a valorar la possibilitat d'organitzar un torneig de similar característiques. Els organitzadors van trobar un gran recolzament en l'Ajuntament i en tota la població de l'Alcúdia, de tal manera que només un any després de la participació a Bolena, l'agost del 1984 es va celebrar la primera edició del Torneig Internacional de Futbol Sub-20 de l'Alcúdia, més conegut com el COTIF.
Pel COTIF han passat ja molts jugadors que actualment militen en els millors equips i lligues de tot el món. Estreles i jugadors destacats com Iker Casillas, Raúl González i Guti (Reial Madrid), Andrí Xevtxenko (Chelsea FC), Francisco Joaquín Pérez Rufete i David Albelda (València CF), Cafú (AC Milan i Selecció brasilera de futbol), Andreu Palop (Sevilla FC), Jordi Cruyff i Iván de la Peña (FC Barcelona), Salomón Rondón (FC Zenit Sant Petersburg i Selecció de futbol de Veneçuela), Ricardo Oliveira (València CF, Real Betis Balompié i Reial Saragossa), Rafael Márquez (FC Barcelona), entre altres jugadors amb un clar renom en el panorama futbolístic internacional.

## Organització
L'estadi en el qual disputen els partits del COTIF és l'Estadi Municipal Els Arcs de l'Alcúdia, té una capacitat de 5.000 espectadors, amb una àmplia zona recreativa i un terreny de joc amb gespa artificial.

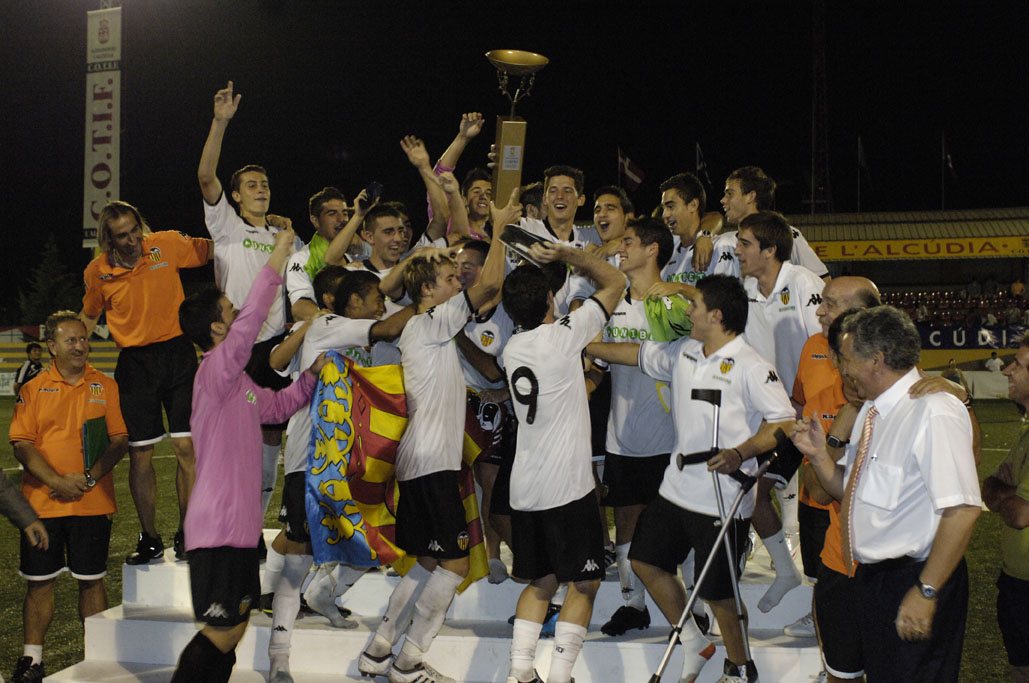
Els jugadors del València CF celebrant el trofeu aconseguit en 2009.

Cal destacar que en els camps paral·lels al principal hi han dos camps de futbol-8 en els quals es disputen un torneig de prebenjamins, un torneig de benjamins i un torneig d'alevins en els quals participen futures promeses del futbol que tenen al voltant de 7 i 11 anys, cal destacar la massiva assistència que generen ambdós tornejos de futbol base. Els equips que participen en els tornejos de prebenjamins i alevins són tots del País Valencià.
Els tornejos tant el de futbol sub-20 com els de futbol base dels camps paral·lels al principal se celebren a mitjan mes d'agost durant 9 dies de competició. Des de l'edició de 2016 el torneig masculí només compta amb equips internacionals sub-20.
Donada la magnitud aconseguida pels tornejos (tant el de sub-20 com el de futbol base) s'organitza també el mes d'abril un COTIF denominat Promeses on en el camp principal es disputa el torneig de Cadets (amb els equips capdavanters de tot el País Valencià) i en els camps paral·lels 2 tornejos més, un de prebenjamins i un altre de benjamins.
El València Club de Futbol és l'equip que més vegades ha guanyat el títol de campió, concretament en 6 ocasions. El segueixen la selecció de l'URSS, que ha guanyat en 4 ocasions, Brasil en 2 ocasions, la selecció de futbol de Xile en 2 ocasions, la selecció de futbol d'Ucraïna 2 vegades, el Reial Madrid C.F. en 2 ocasions, l'FC Barcelona en 2 ocasions i la selecció de futbol del Marroc amb 2 trofeus també.
Des de 2012 es realitza també un torneig de futbol femení sénior, que ha passat de començar amb equips locals a continuar amb equips internacionals.

## Campions

### Categoria Sub-20 masculí
| Any  | Campió            | Sub campió             | 3r lloc                | 4t lloc               |
| ---- | ----------------- | ---------------------- | ---------------------- | --------------------- |
| 1984 | València CF       | Reial Madrid           | Varzim Sport Club      | CE l'Alcúdia          |
| 1985 | València CF       | FC Barcelona           | CE l'Alcúdia           | UE Alzira             |
| 1986 | Unió Soviètica    | València CF            | SL Benfica             | Sporting de Gijón     |
| 1987 | Marroc            | València CF            | Sevilla FC             | CE l'Alcúdia          |
| 1988 | Unió Soviètica    | Algèria                | Aberdeen Football Club | València CF           |
| 1989 | Unió Soviètica    | Alemanya Democràtica   | València CF            | Athletic de Bilbao    |
| 1990 | Brasil            | Unió Soviètica         | Espanya                | València CF           |
| 1991 | Unió Soviètica    | Camerun                | Osasuna                | Unión Española        |
| 1992 | FC Barcelona      | València CF            | Rússia                 | Dnipro Dnipropetrovsk |
| 1993 | Ucraïna           | Xile                   | Estats Units d'Amèrica | Itàlia                |
| 1994 | Reial Madrid      | Brøndby IF             | València CF            | FC Barcelona          |
| 1995 | Ucraïna           | València CF            | ACF Fiorentina         | Reial Madrid          |
| 1996 | Marroc            | València CF            | Uruguai                | Albacete Balompié     |
| 1997 | FC Barcelona      | Atlètic de Madrid      | Reial Madrid           | CE l'Alcúdia          |
| 1998 | Xile              | Rússia                 | Reial Madrid           | FC Barcelona          |
| 1999 | SC Corinthians    | Boca Juniors           | Mèxic                  | FC Barcelona          |
| 2000 | València CF       | Boca Juniors           | Portuguesa             | Reial Madrid          |
| 2001 | São Paulo         | FC Barcelona           | Alianza Lima           | Reial Madrid          |
| 2002 | Brasil            | Estats Units d'Amèrica | Uruguai                | Costa Rica            |
| 2003 | Uruguai           | Ucraïna                | País Valencià          | Egipte                |
| 2004 | RCD Espanyol      | Vila-real CF           | València CF            | FC Barcelona          |
| 2005 | València CF       | FC Barcelona           | RCD Espanyol           | Cruzeiro              |
| 2006 | Club Guaraní      | Grêmio                 | València CF            | Rússia                |
| 2007 | Reial Madrid      | Llevant UE             | Atlético Mineiro       | Sevilla FC            |
| 2008 | Vila-real CF      | Brasil                 | Uruguai                | Club Guaraní          |
| 2009 | València CF       | Veneçuela              | Japó                   | Vila-real CF          |
| 2010 | Equador           | Santos FC              | València CF            | Vila-real CF          |
| 2011 | València CF       | EC Juventude           | Vila-real CF           | Llevant UE            |
| 2012 | Argentina         | Espanya                | Corea del Sud          | Turquia               |
| 2013 | Espanya           | Argentina              | Mèxic                  | Canadà                |
| 2014 | Brasil            | Llevant UE             | Argentina              | Equador               |
| 2015 | Xile              | Atlètic de Madrid      | Santos FC              | Llevant UE            |
| 2016 | Espanya           | Argentina              | Veneçuela              | Qatar                 |
| 2017 | Atlètic de Madrid | València CF            | Llevant UE             | Marroc                |
| 2018 | Argentina         | Rússia                 | Uruguai                | Veneçuela             |

### Categoria femenina
| Any  | Campió              | Sub Campió        | 3r Lloc           | 4t Lloc           | Millor jugadora  | Màxima golejadora |
| ---- | ------------------- | ----------------- | ----------------- | ----------------- | ---------------- | ----------------- |
| 2011 | Llevant UE          | València          |                   |                   |                  |                   |
| 2012 | Llevant UE          | València          | CFF Marítim       | Mislata CFF       | Alharilla Casado | Raquel Pinel      |
| 2013 | Llevant UE          | València          | Fundació Albacete | Vila-real CF      | Mitsue Iwakura   | Olga García       |
| 2014 | FC Barcelona        | Llevant UE        | Montpellier HSC   | València          | Francine Zouga   | Núria Garrote     |
| 2015 | Athletic Club       | València          | RCD Espanyol      | Namíbia           | Irene Paredes    | Georgina Carreras |
| 2016 | Real Betis Balompié | Veneçuela         | RCD Espanyol      | Kenya             | Mbeyu Esse       | Irene Guerrero    |
| 2017 | Atlético de Madrid  | València          | Llevant UE        | ASPTT Albi        | Sonia Bermúdez   | Joyce Borini      |
| 2018 | Llevant UE          | Madrid CFF Femení | Marroc            | Fundació Albacete |                  |                   |

## Palmarés

### Categoria Sub-20 masculí
| Equip                  | Campió                                 | Subcampió                              | Tercer lloc                      | Quart lloc           |
| ---------------------- | -------------------------------------- | -------------------------------------- | -------------------------------- | -------------------- |
| València CF            | 6 (1984, 1985, 2000, 2005, 2009, 2011) | 6 (1986, 1987, 1992, 1995, 1996, 2017) | 5 (1989, 1994, 2004, 2006, 2010) | 2 (1988, 1990)       |
| Unió Soviètica         | 4 (1986, 1988, 1989, 1991)             | 1 (1990)                               |                                  |                      |
| Brasil                 | 3 (1990, 2002, 2014)                   | 1 (2008)                               |                                  |                      |
| FC Barcelona           | 2 (1992, 1997)                         | 3 (1985, 2001, 2005)                   | 4 (1994, 1998, 1999, 2004)       |                      |
| Argentina              | 2 (2012, 2018)                         | 2 (2013, 2016)                         | 1 (2014)                         | 2 (2009, 2010)       |
| Reial Madrid           | 2 (1994, 2007)                         | 1 (1984)                               | 2 (1997, 1998)                   | 3 (1995, 2000, 2001) |
| Espanya                | 2 (2013, 2016)                         | 1 (2012)                               | 1 (1990)                         |                      |
| Xile                   | 2 (1998, 2015)                         | 1 (1993)                               |                                  |                      |
| Ucraïna                | 2 (1993, 1995)                         | 1 (2003)                               |                                  |                      |
| Marroc                 | 2 (1987, 1996)                         | 1 (2017)                               |                                  |                      |
| Atlètic de Madrid      | 1 (2017)                               | 2 (1997, 2015)                         |                                  |                      |
| Vila-real CF           | 1 (2008)                               | 1 (2004)                               | 1 (2011)                         | 2 (2009, 2010)       |
| Uruguai                | 1 (2003)                               | 3 (1996, 2002, 2008)                   |                                  |                      |
| RCD Espanyol           | 1 (2004)                               | 1 (2005)                               |                                  |                      |
| Equador                | 1 (2010)                               | 1 (2014)                               |                                  |                      |
| Club Guaraní           | 1 (2006)                               | 1 (2008)                               |                                  |                      |
| SC Corinthians         | 1 (1999)                               |                                        |                                  |                      |
| São Paulo              | 1 (2001)                               |                                        |                                  |                      |
| Rússia                 |                                        | 2 (1998, 2018)                         | 1 (1992)                         | 1 (1006)             |
| Llevant UE             |                                        | 2 (2007, 2014)                         |                                  | 3 (2011, 2015, 2017) |
| Boca Juniors           |                                        | 2 (1999, 2000)                         |                                  |                      |
| Veneçuela              |                                        | 1 (2009)                               | 1 (2016)                         | 1 (2018)             |
| Estats Units d'Amèrica |                                        | 1 (2002)                               | 1 (1993)                         |                      |
| Santos FC              |                                        | 1 (2010)                               | 1 (2015)                         |                      |
| EC Juventude           |                                        | 1 (2011)                               |                                  |                      |
| Grêmio                 |                                        | 1 (2006)                               |                                  |                      |
| Brøndby IF             |                                        | 1 (1994)                               |                                  |                      |
| Camerun                |                                        | 1 (1991)                               |                                  |                      |
| Alemanya Democràtica   |                                        | 1 (1989)                               |                                  |                      |
| Algèria                |                                        | 1 (1988)                               |                                  |                      |
| Mèxic                  |                                        |                                        | 2 (1999, 2013)                   |                      |
| CE L'Alcúdia           |                                        |                                        | 1 (1985)                         | 3 (1984, 1987, 1997) |
| Sevilla FC             |                                        |                                        | 1 (1987)                         | 1 (2007)             |
| Corea del Sud          |                                        |                                        | 1 (2012)                         |                      |
| Japó                   |                                        |                                        | 1 (2009)                         |                      |
| Atlético Mineiro       |                                        |                                        | 1 (2007)                         |                      |
| País Valencià          |                                        |                                        | 1 (2003)                         |                      |
| Alianza Lima           |                                        |                                        | 1 (2001)                         |                      |
| Portuguesa             |                                        |                                        | 1 (2000)                         |                      |
| ACF Fiorentina         |                                        |                                        | 1 (1995)                         |                      |
| Osasuna                |                                        |                                        | 1 (1991)                         |                      |
| Aberdeen Football Club |                                        |                                        | 1 (1988)                         |                      |
| SL Benfica             |                                        |                                        | 1 (1986)                         |                      |
| Varzim Sport Club      |                                        |                                        | 1 (1984)                         |                      |
| Canadà                 |                                        |                                        |                                  | 1 (2013)             |
| Turquia                |                                        |                                        |                                  | 1 (2012)             |
| Cruzeiro               |                                        |                                        |                                  | 1 (2005)             |
| Egipte                 |                                        |                                        |                                  | 1 (2003)             |
| Costa Rica             |                                        |                                        |                                  | 1 (2002)             |
| Albacete Balompié      |                                        |                                        |                                  | 1 (1996)             |
| Itàlia                 |                                        |                                        |                                  | 1 (1993)             |
| Dnipro Dnipropetrovsk  |                                        |                                        |                                  | 1 (1992)             |
| Unión Española         |                                        |                                        |                                  | 1 (1991)             |
| Athletic de Bilbao     |                                        |                                        |                                  | 1 (1989)             |
| Sporting de Gijón      |                                        |                                        |                                  | 1 (1986)             |
| UE Alzira              |                                        |                                        |                                  | 1 (1985)             |
| Qatar                  |                                        |                                        |                                  | 1 (2016)             |

### Categoria femenina
| Equip               | Campió                     | Subcampió                        | Tercer lloc    | Quart lloc |
| ------------------- | -------------------------- | -------------------------------- | -------------- | ---------- |
| Llevant UE          | 4 (2011, 2012, 2013, 2018) | 1 (2014)                         | 1 (2017)       |            |
| FC Barcelona        | 1 (2014)                   |                                  |                |            |
| Athletic Club       | 1 (2015)                   |                                  |                |            |
| Real Betis Balompié | 1 (2016)                   |                                  |                |            |
| Atlético de Madrid  | 1 (2017)                   |                                  |                |            |
| València            |                            | 5 (2011, 2012, 2013, 2015, 2017) |                | 1 (2014)   |
| Veneçuela           |                            | 1 (2016)                         |                |            |
| Madrid CFF          |                            | 1 (2018)                         |                |            |
| CFF Marítim         |                            |                                  | 1 (2012)       |            |
| Fundació Albacete   |                            |                                  | 1 (2013)       | 1 (2018)   |
| Montpellier HSC     |                            |                                  | 1 (2014)       |            |
| RCD Espanyol        |                            |                                  | 1 (2015, 2016) |            |
| Marroc              |                            |                                  | 1 (2018)       |            |
| Mislata CFF         |                            |                                  |                | 1 (2012)   |
| Vila-real CF        |                            |                                  |                | 1 (2013)   |
| Namíbia             |                            |                                  |                | 1 (2015)   |
| Kenya               |                            |                                  |                | 1 (2016)   |
| ASPTT Albi          |                            |                                  |                | 1 (2017)   |

## Trofeus en possessió
Encara que hi ha un campió en cada edició, només s'atorga un trofeu en possessió als conjunts que guanyen el torneig 5 vegades o 3 consecutives. A dia de hui només s'ha lliurat un trofeu, al València CF.